# Australia's Next Top Model (mùa 7)
Mùa thứ bảy của Australia's Next Top Model bắt đầu phát sóng vào ngày 8 tháng 8 năm 2011 trên Fox8.
Điểm đến quốc tế của mùa này là Paris dành cho top 20 thí sinh bán kết và Dubai dành cho top 3.
Người chiến thắng trong cuộc thi này là Montana Cox, 17 tuổi từ Melbourne. Các giải thưởng của cô trong mùa này bao gồm:
- 1 hợp đồng người mẫu với Chic Model Management
- Lên ảnh bìa cùng với 8 trang biên tập cho tạp chí Harper's Bazaar
- Giải thưởng tiền mặt trị giá $20.000 do TRESemmé
- 1 chiếc Ford Fiesta
- 1 chuyến đi tới thành phố New York để gặp gỡ quản lí của Next Model Management

Đây là mùa đầu tiên có chiếu vòng sơ tuyển và đây là mùa cuối cùng của Australia's Next Top Model được host bởi Sarah Murdoch, sau khi cô ấy rời chương trình một vài tháng sau khi kết thúc vòng chung kết.

## Tóm tắt mùa giải
100 thí sinh bán kết cuối cùng đã được lựa chọn từ khắp nước Úc, những người đã được chọn ở phần giới thiệu trong tuần đầu tiên của cuộc thi. 16 thí sinh vẫn còn lại sau tập thứ hai, và ở lại ngôi nhà của họ ở Sydney trong suốt quá trình sản xuất từ tháng 5 đến tháng 8 năm 2011. Bắt đầu từ mùa này, cũng có một sự thay đổi trong series là ít tập trung vào các cuộc tranh cãi giữa các thí sinh.

### Yêu cầu
Tất cả thí sinh phải từ 16 tuổi trở lên để đăng ký. phải cao từ 1m72 trở lên. Để có đủ điều kiện, tất cả các thí sinh phải là công dân Úc hiện đang sống ở Úc. Các yêu cầu bổ sung cho biết thí sinh không thể có kinh nghiệm trước đây như là một người mẫu trong một chiến dịch trong vòng 5 năm qua, và nếu một thí sinh được đại diện bởi một đại lý hoặc một người quản lý, cô ấy phải chấm dứt các sự đại diện đó trước cuộc thi.

### Vòng sơ tuyển
Các vòng sơ tuyển được tổ chức vào ngày 24 tháng 1 tại Darwin, ngày 28 tháng 1 tại Adelaide, vào ngày 30 tháng 1 tại Perth, vào ngày 3 và 5 tháng 2 ở Sydney và vào ngày 12 tháng 2 năm 2011 tại Brisbane (nhưng bị dời vào ngày 22 tháng 1 do trận lũ lụt năm 2010-2011 ở Queensland).

## Thí sinh
(Độ tuổi tính từ ngày dự thi)
| Thí sinh                 | Tuổi | Chiều cao               | Quê quán   | Bị loại ở | Hạng  |
| ------------------------ | ---- | ----------------------- | ---------- | --------- | ----- |
| Cassy Phillips-Sainsbury | 17   | 1,74 m (5 ft 8+1⁄2 in)  | Bonnyrigg  | Tập 3     | 16    |
| Tayah Lee-Traub          | 18   | 1,77 m (5 ft 9+1⁄2 in)  | Perth      | Tập 4     | 15    |
| Alissandra Moone         | 18   | 1,75 m (5 ft 9 in)      | Perth      | Tập 5     | 14-13 |
| Annaliese McCann         | 16   | 1,77 m (5 ft 9+1⁄2 in)  | Shepparton | Tập 5     | 14-13 |
| Caroline Austin          | 19   | 1,78 m (5 ft 10 in)     | Brisbane   | Tập 6     | 12-11 |
| Neo Yakuac               | 18   | 1,74 m (5 ft 8+1⁄2 in)  | Brisbane   | Tập 6     | 12-11 |
| Yolanda Hodgson          | 22   | 1,75 m (5 ft 9 in)      | Sydney     | Tập 7     | 10    |
| Amelia Coutts            | 18   | 1,76 m (5 ft 9+1⁄2 in)  | Sydney     | Tập 8     | 9-8   |
| Jess Bush                | 19   | 1,75 m (5 ft 9 in)      | Brisbane   | Tập 8     | 9-8   |
| Madeline Huett           | 22   | 1,72 m (5 ft 7+1⁄2 in)  | Launceston | Tập 9     | 7     |
| Hazel O'Connell          | 16   | 1,77 m (5 ft 9+1⁄2 in)  | Bathurst   | Tập 10    | 6-5   |
| Izzy Vesey               | 21   | 1,82 m (5 ft 11+1⁄2 in) | Gold Coast | Tập 10    | 6-5   |
| Rachel Riddell           | 18   | 1,83 m (6 ft 0 in)      | Melbourne  | Tập 11    | 4     |
| Simone Holtznagel        | 17   | 1,75 m (5 ft 9 in)      | Wollongong | Tập 13    | 3     |
| Liz Braithwaite          | 17   | 1,82 m (5 ft 11+1⁄2 in) | Brisbane   | Tập 13    | 2     |
| Montana Cox              | 17   | 1,79 m (5 ft 10+1⁄2 in) | Melbourne  | Tập 13    | 1     |

### Ban giám khảo
- Sarah Murdoch (host)
- Alex Perry
- Charlotte Dawson

### Các thành viên khác
- Josh Flinn – giám đốc sáng tạo, cố vấn người mẫu

## Các tập

### Tập 1: 100 Model Bootcamp
Khởi chiếu: 8 tháng 8 năm 2011
Từ hàng ngàn cô gái tham gia vòng sơ tuyển, 100 thí sinh bán kết đã được lựa chọn cho vòng bootcamp chia thành ba ngày. Họ đã được gặp Sarah và ban giám khảo trước khi có thử thách đầu tiên là trình diễn thời trang trong áo tắm. Kết quả là chỉ có 50 thí sinh vượt qua được thử thách.
Ngày hôm sau, họ đã được Jez đánh thức dậy sớm cho buổi chụp hình ảnh thẻ khi họ phải thay đồ và để mặt mộc tự nhiên, kết quả là 30 thí sinh vượt qua được thử thách. Ngày tiếp theo, 30 thí sinh còn lại  được gặp lại Sarah & Alex cùng với cố vấn Josh Flinn cho thử thách cuối cùng là buổi trình diễn thời trang cho giám khảo Alex Perry trước mặt khán giả. Trước khi buổi trình diễn thời trang bắt đầu, họ đã được diễn tập trước đó với Alex. Kết quả cuối cùng, 20 thí sinh đã được chọn và họ sẽ được tới Paris ngay sau đó.

### Tập 2: Paris
Khởi chiếu: 15 tháng 8 năm 2011
20 thí sinh bán kết còn lại được bay tới Paris và sau được di chuyển tới khách sạn của mình. Sau đó, họ được gặp Charlotte tại đỉnh tháp Eiffel, trước khi họ được chia thành 4 nhóm cho thử thách phối đồ trong 2 tiếng, khi họ sẽ được tới 4 cửa hàng quần áo tại Gap, H&M, Le Dressing De Brigitte và Come on Eileen Vintage và quay về quản lí Next Model Management trước khi thời gian kết thúc. Georgia, Liz, Montana, Simone & Tayah đã quay về trễ nên họ đã bị loại khỏi thử thách này. Các cô gái sau đó được gặp chủ tịch của Next Model Management, Saif Mahdhi, và ông công bố rằng là Caroline, Madeline, Neo, Rachel & Sarah chiến thắng thử thách nên sẽ nhận được 1 túi quần áo từ Gap trị giá $15.000 và một bữa tối trong nhà hàng với Alex và siêu mẫu Natalia Vodianova.
Ngày hôm sau, các thí sinh được đưa tới lâu đài Château de Vaux-le-Vicomte cho buổi chụp hình tiếp theo trong phong cách thời trang cao cấp, khi họ sẽ được mặc những thiết kế haute couture từ những nhãn hiệu thiết kế đắt tiền ở khắp nơi trên thế giới. Sau đó, họ đã có một bữa trưa với ban giám khảo. Vào buổi đánh giá ngay sau khi họ quay về Sydney, 16 cô gái chung cuộc đã được chọn và sẽ bước vào cuộc thi.
- Nhiếp ảnh gia: Jez Smith
- Khách mời đặc biệt: Saif Mahdhi, Natalia Vodianova

### Tập 3: Splash
Khởi chiếu: 22 tháng 8 năm 2011
16 cô gái chung cuộc đã được gặp Charlotte tại ngôi nhà chung mới trên bãi biển của họ. Sau đó, họ được đưa tới bãi biển của công viên Nielsen cho một buổi học catwalk với Adam Williams. Ngày hôm sau, họ được đưa đến một căn biệt thự sang trọng ở Coogee cho thử thách trình diễn thời trang cho nhà thiết kế Magdalena Velevska, trong khi họ sẽ phải đi bên trong một chiếc lồng trong suốt hình cầu trên sàn diễn nổi trên mặt nước. Kết quả là Annaliese & Rachel chiến thắng thử thách và sẽ được một buổi tối thư giãn tại spa.
Ngày tiếp theo, họ đã có buổi chụp hình tiếp theo đã diễn ra tại nhà người mẫu, khi các cô gái được chụp ảnh trong đồ bơi màu sắc trong khi họ bị tạt nước vào người. Vào buổi đánh giá ngày hôm sau với sự xuất hiện của giám khảo khách mời là Harold David, Yolanda có tấm ảnh đẹp nhất còn Cassy là thí sinh đầu tiên bị loại.
- Nhiếp ảnh gia: Harold David
- Khách mời đặc biệt: Adam Williams, Magdalena Velevska

### Tập 4: Coffins
Khởi chiếu: 29 tháng 8 năm 2011
15 cô gái còn lại đã có một buổi học yoga với huấn luyện viên Charlotte Dodson, trước khi họ nhận được một túi quà tặng từ các nhà tài trợ khi quay về ngôi nhà chung. Sau đó, họ được đưa tới cửa hàng quần áo David Jones cho thử thách tạo dáng, khi họ sẽ phải hóa thân thành manơcanh trước cửa kính cho cửa hàng và họ sẽ phải tạo 5 kiểu dáng khi phải giữ mỗi kiểu trong 3 phút, trong khi siêu mẫu Samantha Harris sẽ đi ngang qua họ. Kết quả là Jess chiến thắng thử thách và nhận được một thẻ quà tặng trị giá $500 từ David Jones.
Ngày hôm sau, các cô gái được đưa tới một khu nghĩa trang cho buổi chụp hình tiếp theo lấy cảm hứng từ buổi biểu diễn của Lady Gaga tại lễ hội BBC Radio 1's Big Weekend, khi họ sẽ được stylish từ tạp chí  Instyle Kelly Hume phối đồ cho họ và họ sẽ phải tạo dáng bên trong một cỗ quan tài. Vào buổi đánh giá ngày tiếp theo với sự xuất hiện của giám khảo khách mời là Kelly Hume, Liz có tấm ảnh đẹp nhất còn Tayah là thí sinh tiếp theo bị loại.
- Nhiếp ảnh gia Jason Capobianco
- Khách mời đặc biệt: Charlotte Dodson, Samantha Harris, Kelly Hume

### Tập 5: Sunday Mag
Khởi chiếu: 5 tháng 9 năm 2011
14 cô gái còn lại được đưa đến một phòng tập thể dục cho một buổi đu xà với Charlotte, Ngày hôm sau, họ được đưa tới tiệm salon của Joh Bailey để nhận diện mạo mới của mình. Khi các cô gái đều nhận được diện mạo mới của mình, thì Izzy lại không được may mắn khi sau nhiều giờ cố gắng loại bỏ màu nhuộm trên tóc cô bị thất bại thì họ đã phải quyết định lựa chọn diện mạo khác so với ban đầu cho cô.
Ngày tiếp theo, họ được đưa tới 42 Sunstudios cho buổi chụp hình tiếp theo cho trang biên tập của tạp chí Sunday. Vào buổi đánh giá ngày hôm sau với sự xuất hiện của giám khảo khách mời là Inez Garcia, Izzy, Montana, Rachel & Simone là 4 người sẽ có tấm ảnh được xuất hiện trên trang biên tập của tạp chí Sunday. Kết quả là Montana có tấm ảnh đẹp nhất còn Alissandra & Annaliese là 2 thí sinh tiếp theo bị loại.
- Nhiếp ảnh gia: Holly Blake
- Khách mời đặc biệt: Joh Bailey, Inez Garcia

### Tập 6: Blackmores
Khởi chiếu: 12 tháng 9 năm 2011
12 cô gái còn lại được đưa đến bãi biển Bondi để tập luyện thể dục thể thao với huấn luyện viên Luke Hines, trước khi họ được chia cặp với nhau và đua với nhau để lấy một thứ ngẫu nhiên trên biển. Sau đó, họ được đưa tới Lux Studios cho thử thách quay quảng cáo 30 giây để bán một loạt các vật ngẫu nhiên họ tìm thấy ở bãi biển. Kết quả là Caroline & Hazel và Madeline & Rachel là 2 đội chiến thắng thử thách và 4 người họ sẽ được tham dự lễ khai trương cửa hàng trang sức Cartier với tư cách là người giới thiệu sản phẩm và nhận được một bộ trang sức từ Cartier.
Ngày hôm sau, họ được dưa tới khu di tích lịch sử Strickland House cho buổi chụp hình tiếp theo cho dòng sản phẩm bổ sung vitamin của Blackmores, khi họ hóa thân thành những cô gái có vóc dáng tự nhiên, năng động và hồn nhiên. Vào buổi đánh giá ngày tiếp theo với sự xuất hiện của giám khảo khách mời là Gabrielle Revere, Montana có tấm ảnh đẹp nhất nên cô sẽ xuất hiện trong chiến dịch quảng cáo cho Blackmores. Caroline & Neo rơi vào cuối bảng nhưng sau đó thì Sarah thông báo rằng là cô không còn một tấm ảnh nào trên tay, đồng nghĩa với việc là cả 2 đều là thí sinh tiếp theo bị loại.
- Nhiếp ảnh gia: Gabrielle Revere
- Khách mời đặc biệt: Luke Hines, Rob Belgiovane, Claudia Navone

### Tập 7: Kangaroo Island
Khởi chiếu: 19 tháng 9 năm 2011
10 cô gái còn lại đã háo hức khi họ sẽ được đi tới Đảo Kangaroo, nhưng khi họ vừa tới Sân bay Sydney thì toàn bộ các chuyến bay đã bị hủy do trận núi lửa Puyehue-Cordón Caulle phun trào. Chính vì thế, Charlotte đã đưa các cô gái tới công ty khiêu vũ Sydney để học về cách tạo dáng lấy cảm hứng từ thiên nhiên với vũ công Tim Bishop. Ngày hôm sau, họ được gặp Josh lại sân bay và họ bây giờ sẽ được đến Đảo Kangaroo, trước khi họ được chia thành nhóm và Josh đưa cho họ một hình ảnh về nhân tố thiên nhiên để chuẩn bị cho thử thách sắp tới. Sau khi tới nơi, họ đã có thử thách chụp hình với nhân tố thiên nhiên mà họ được nhận, khi các cô gái phải tự tìm địa điểm và cách tạo dáng của họ. Sau đó, họ được di chuyển tới biệt thự mới của họ và Josh sau đó đến gặp để thông báo rằng là Jess, Montana & Simone chiến thắng thử thách và sẽ được một buổi tối thư giãn tại spa. 
Ngày tiếp theo, họ được đưa tới mõm đá Remarkable Rocks trong vườn quốc gia Flinders Chase cho buổi chụp hình tiếp theo trong phong cách bộ lạc. Vào buổi đánh giá ngay sau khi họ quay về Sydney với sự xuất hiện của giám khảo khách mời là Nick Leary, Rachel có tấm ảnh đẹp nhất còn Yolanda là thí sinh tiếp theo bị loại.
- Nhiếp ảnh gia: Nick Leary
- Khách mời đặc biệt: Tim Bishop

### Tập 8: Great Gatsby
Khởi chiếu: 26 tháng 9 năm 2011
9 cô gái còn lại đã được gặp Charlotte tại học viện nghệ thuật NIDA cho một buổi học về diễn xuất với Anna Houston. Sau đó, họ được nhận một tờ kịch bản để học thuộc cho thử thách ngày mai. Ngày hôm sau, họ được đưa tới xưởng làm phim Carnival Productions cho thử thách casting cho mạng di động Telstra, Amelia, Madeline, Montana & Simone chiến thắng thử thách và sẽ được xuất hiện trong chiến dịch quảng cáo cho Telstra.
Ngày tiếp theo, họ được đưa tới một trạm xe lửa cũ cho buổi chụp hình tiếp theo lấy cảm hứng từ phim Gatsby vĩ đại, khi họ sẽ được hóa thân thành những cô gái của thập niên 1920 trong khi họ phải tạo dáng theo nhóm và cùng với diễn viên Lincoln Lewis. Vào buổi đánh giá ngày hôm sau với sự xuất hiện của giám khảo khách mời là Jordan Graham, Simone có tấm ảnh đẹp nhất còn Amelia & Jess là 2 thí sinh tiếp theo bị loại.
- Nhiếp ảnh gia: Jordan Graham
- Khách mời đặc biệt: Anna Houston, Abe Forsythe, Lincoln Lewis

### Tập 9: Paintbox
'Khởi chiếu: 3 tháng 10 năm 2011
Sarah đã đến thăm 7 cô gái còn lại tại ngôi nhà chung cùng với bạn của cô là Crystal Barter để nói về phòng chống ung thư ngực, trước khi họ đã được ngạc nhiên khi người thân của họ đến thăm và sẽ ở qua đêm với họ. Ngày hôm sau, họ được gặp Charlotte và Adam Williams tại một bãi rác, trước khi được đưa tới trung tâm thương mại The Strand Arcade cho thử thách trình diễn thời trang trong trang phục được làm từ rác tái chế cho một cuộc triển lãm tại bảo tàng Úc. Kết quả là Izzy chiến thắng thử thách và sẽ được tặng 500$ để quyên góp cho quỹ từ thiện mà cô tự chọn.
Ngày tiếp theo, họ được đưa tới Luxe Studios cho buổi chụp hình tiếp theo nhằm nâng cao nhận thức về ung thư vú, khi họ sẽ bị khỏa thân và được phủ sơn màu hồng lên khắp người trong khi họ sẽ phải tạo dáng cùng với 3 người mẫu nam. Vào buổi đánh giá ngày hôm sau với sự xuất hiện của giám khảo khách mời là Simon Upton, Hazel có tấm ảnh đẹp nhất còn Madeline là thí sinh tiếp theo bị loại.
- Nhiếp ảnh gia: Simon Upton
- Khách mời đặc biệt: Crystal Barter, Adam Williams

### Tập 10: Joy Luxe
Khởi chiếu: 10 tháng 10 năm 2011
6 có gái còn lại được đưa tới phòng tập đấm bốc Boxing Works cho một buổi học về võ thuật hỗn hợp. Sau đó, họ được đưa tới sân khấu hòa nhạc Oxford Art Factory cho thử thách casting cho video âm nhạc mới của nhóm nhạc Short Stack. Kết quả là Izzy & Liz chiến thắng thử thách và sẽ được xuất hiện trong video âm nhạc của Short Stack, Bang Bang Sexy.
Ngày hôm sau, họ được đưa tới nhà hàng The Victoria Room cho buổi chụp hình tiếp theo trong đồ lót thời trang cao cấp, trong khi họ sẽ được chỉ dẫn bởi người mẫu Alexandra Agoston trong suốt buổi chụp hình. Vào buổi đánh giá ngày tiếp theo với sự xuất hiện của giám khảo khách mời là Alexandra Agoston, Montana có tấm ảnh đẹp nhất còn Hazel & Izzy rơi vào cuối bảng, nhưng sau đó thì Sarah thông báo rằng là cả 2 đều là thí sinh tiếp theo bị loại.
- Nhiếp ảnh gia: Simon Lekias
- Khách mời đặc biệt: Dan Rotinger, Andy Clemmensen, Bradie Webb, Shaun Diviney, Alexandra Agoston

### Tập 11: Epic
Khởi chiếu: 17 tháng 10 năm 2011
4 cô gái còn lại được đưa tới nhà hàng Ivy cho một buổi nói chuyện về tầm quan trọng và những cạm bẫy của các phương tiện truyền thông xã hội từ Charlotte và người mẫu Lara Bingle. Ngày hôm sau, họ đã háo hức khi biết được mình sẽ đi đâu đó và đã ngay lập tức thu dọn đồ đạc. Ngày tiếp theo, họ được di chuyển bằng trực thăng tới đảo Cockatoo cho buổi chụp hình tiếp theo hóa thân thành ngôi sao điện ảnh, khi sẽ được mặc những bộ áo choàng cao trong khi tạo dáng trên một cần cẩu trên không. Sau khi buổi chụp hình kết thúc, Josh đã gây bất ngờ cho các cô gái là họ sẽ phải cắm trại qua đêm ở đảo Cockatoo.
Ngày hôm sau, họ đã quay về Sydney bằng du thuyền và ngay khi tới nơi, họ đã có thử thách casting cho 4 nhà thiết kế: Isola của Megan Gale, Camilla Freeman, Fernando Frisoni và Camilla Franks, trước khi đi đến trụ sở của Chic Model Management. Kết quả là Montana chiến thắng thử thách và sẽ được một phiếu mua hàng từ Camilla Franks trị giá $1000. Vào buổi đánh giá ngày kế tiếp, Montana có tấm ảnh đẹp nhất còn Rachel là thí sinh tiếp theo bị loại.
- Nhiếp ảnh gia: Hugh Stewart
- Khách mời đặc biệt: Lara Bingle, Megan Gale, Camilla Freeman, Fernando Frisoni, Camilla Franks, Ursula Hufnagl

### Tập 12: Dubai
Khởi chiếu: 24 tháng 10 năm 2011
3 cô gái còn lại quay về ngôi nhà chung thì đã thấy toàn bộ ngôi nhà đã bị thu dọn lại, trước khi Sarah đã gặp các cô gái để thông báo rằng họ sẽ đi tới Dubai cho một loạt các thử thách cuối cùng. Sau khi tới nơi, họ được di chuyển tới khách sạn Atlantis The Palm và sau đó đã có một chuyến đi vòng quanh thành phố. Ngày hôm sau, họ được đưa tới khu phố cổ Al Bastakiya cho buổi chụp hình tiếp theo theo phong cách thập niên 1960, nhưng họ sẽ phải mặc những thiết kế mùa đông và họ sẽ được chụp cá nhân trước khi chụp cùng nhau.
Ngày tiếp theo, họ đã có một buổi bơi với cá heo ở khách sạn. Sau đó, các cô gái đã phải tẩy trắng lông mày của mình trước khi được đưa tới một khu sa mạc cho buổi chụp hình thứ hai trong trang phục bằng vải, trong khi họ phải tạo dáng trước những cơn gió thổi xung quanh họ. Sau đó, họ đã được cưỡi lạc đà và kết thúc một ngày bằng bữa tối trên sa mạc. Trong khi ở Sydney, ban giám khảo cùng với sự xuất hiện của giám khảo khách mời là Georges Antoni đã xem qua những tấm hình của 3 cô gái ở Dubai và thảo luận về tiềm năng của họ.
- Nhiếp ảnh gia: Georges Antoni

### Tập 13: Finale
Khởi chiếu: 25 tháng 10 năm 2011
Vào đêm chung kết được truyền hình trực tiếp tại Nhà hát Opera Sydney, toàn bộ 16 cô gái cùng với những vị khách quý đã xuất hiện trên thảm đỏ với người hâm mộ ở xung quanh họ. Sau đó, 16 cô gái đã mở màn với một màn trình diễn thời trang. Buổi chụp hình cuối cùng cho ảnh bìa và 8 trang biên tập của tạp chí Harper's Bazaar của họ sau đó được trình chiếu. Ngay sau đó là lần loại trừ đầu tiên và kết quả là Simone là người bị loại. 
Sau đó, Liz và Montana đã có buổi trình diễn thời trang cuối cùng của mình qua phần biểu diễn của Short Stack với bài hát Bang Bang Sexy. Kết quả cuối cùng, Montana trở thành quán quân thứ bảy trong Australia's Next Top Model.
- Nhiếp ảnh gia: Pierre Toussaint
- Khách mời đặc biệt: Edwina McCann, Claudia Navone, Andy Clemmensen, Bradie Webb, Shaun Diviney

## Kết quả
| 1  | Rachel     | Yolanda    | Liz        | Montana              | Montana      | Rachel   | Simone      | Hazel    | Montana    | Montana | Montana | Montana |  |  |  |  |
| 2  | Izzy       | Montana    | Yolanda    | Madeline             | Liz          | Liz      | Izzy        | Montana  | Liz        | Liz     | Liz     | Liz     |  |  |  |  |
| 3  | Jess       | Neo        | Jess       | Rachel               | Simone       | Izzy     | Rachel      | Liz      | Simone     | Simone  | Simone  |         |  |  |  |  |
| 4  | Madeline   | Izzy       | Rachel     | Hazel                | Hazel        | Hazel    | Hazel       | Simone   | Rachel     | Rachel  |         |         |  |  |  |  |
| 5  | Caroline   | Liz        | Amelia     | Simone               | Jess         | Montana  | Montana     | Rachel   | Hazel Izzy |         |         |         |  |  |  |  |
| 6  | Yolanda    | Alissandra | Simone     | Amelia               | Madeline     | Madeline | Madeline    | Izzy     | Hazel Izzy |         |         |         |  |  |  |  |
| 7  | Amelia     | Madeline   | Montana    | Caroline             | Rachel       | Simone   | Liz         | Madeline |            |         |         |         |  |  |  |  |
| 8  | Neo        | Jess       | Neo        | Jess                 | Amelia       | Amelia   | Amelia Jess |          |            |         |         |         |  |  |  |  |
| 9  | Liz        | Amelia     | Madeline   | Yolanda              | Yolanda      | Jess     | Amelia Jess |          |            |         |         |         |  |  |  |  |
| 10 | Montana    | Tayah      | Hazel      | Izzy                 | Izzy         | Yolanda  |             |          |            |         |         |         |  |  |  |  |
| 11 | Hazel      | Simone     | Annaliese  | Liz                  | Caroline Neo |          |             |          |            |         |         |         |  |  |  |  |
| 12 | Alissandra | Annaliese  | Caroline   | Neo                  | Caroline Neo |          |             |          |            |         |         |         |  |  |  |  |
| 13 | Tayah      | Caroline   | Izzy       | Alissandra Annaliese |              |          |             |          |            |         |         |         |  |  |  |  |
| 14 | Annaliese  | Rachel     | Alissandra | Alissandra Annaliese |              |          |             |          |            |         |         |         |  |  |  |  |
| 15 | Cassy      | Hazel      | Tayah      |                      |              |          |             |          |            |         |         |         |  |  |  |  |
| 16 | Simone     | Cassy      |            |                      |              |          |             |          |            |         |         |         |  |  |  |  |

     Thí sinh bị loại
     Thí sinh chiến thắng cuộc thi
- Tập 2 là phần 2 của casting là phần chọn từ top 20 thành 16 thí sinh chung cuộc.
- Tập 7 có 3 thí sinh rơi vào cuối bảng, Sarah đưa tấm hình cho Amelia & Jess còn Yolanda thì bị loại.
- Tập 5, 6, 8 & 10 có màn loại trừ kép.

### Buổi chụp hình
- Tập 1: Gương mặt và vóc dáng tự nhiên (casting phần 1)
- Tập 2: Phong cách thời trang cổ điển ở Château de Vaux-le-Vicomte (casting phần 2)
- Tập 3: Áo tắm màu sắc trong khi bị tạt nước
- Tập 4: Tạo dáng trong quan tài (lấy cảm hứng từ buổi biểu diễn ở lễ hội BBC Radio 1's Big Weekend của Lady Gaga )
- Tập 5: Ảnh màu đơn giản cho tạp chí Sunday
- Tập 6: Vóc dáng tự nhiên cho Blackmores
- Tập 7: Bộ tộc ở Đảo Kangaroo
- Tập 8: Ảnh cổ điển 1920 lấy cảm hứng từ phim The Great Gatsby
- Tập 9: Khỏa thân và bị sơn hồng khắp người với người mẫu nam về việc ung thư vú.
- Tập 10: Đồ lót
- Tập 11: Ngôi sao điện ảnh trên cần cẩu mặc áo choàng cao
- Tập 12: Người dân Dubai của thập niên 1960 trong quần áo mùa đông (theo nhóm và cá nhân); Đồ vải trên sa mạc
- Tập 13: Ảnh bìa và 8 trang biên tập cho tạp chí Harper's Bazaar